# 松村テクノロジー
株式会社松村テクノロジー （まつむらテクノロジー）とは、紙幣識別機（偽札識別機）などを開発製造する東京都の企業。代表者は松村喜秀。